# Antonio Vigni
Antonio Vigni detto Luchino (Monteroni d'Arbia, 16 gennaio 1732 – ...) è stato un fantino italiano del XVIII secolo.
Non v'è certezza sul numero esatto di presenze di Luchino al Palio di Siena. Appare comunque sicuro che corse in almeno sette occasioni tra il 1753 e il 1761, vincendo quattro volte.
È passato alla storia il modo a dir poco singolare con cui riuscì a vincere nella Tartuca il Palio del 1756. Consapevole di non possedere il miglior cavallo (un morello di proprietà di Giuseppe Vichi), appena subito dopo la mossa lasciò le redini del proprio cavallo e con una mano afferrò quelle del cavallo della Selva che gli era di fianco. Con l'altra mano iniziò poi a nerbare il fantino della Chiocciola, impedendo pertanto ad entrambi il sorpasso.

## Presenze al Palio di Siena
Le vittorie sono evidenziate ed indicate in neretto.
| Palio          | Contrada | Cavallo               | Note |
| -------------- | -------- | --------------------- | ---- |
| 8 luglio 1753  | Aquila   | Morello del Giannetti |      |
| 2 luglio 1756  | Tartuca  | Morello di G. Vichi   |      |
| 2 luglio 1757  | Istrice  | Baio di G. Rabazzi    |      |
| 2 luglio 1759  | Pantera  | Baio di F. Ricci      |      |
| 16 agosto 1759 | Tartuca  | Sauro di F. Papi      |      |
| 2 luglio 1760  | Istrice  | Grigio di B. Pieri    |      |
| 2 luglio 1761  | Lupa     | Baio di F. Ricci      |      |